# Pedro Etchegoyen
Pedro Domingo Etchegoyen (né en 1894 à Montevideo en Uruguay et mort à une date inconnue dans la même ville) est un joueur de football uruguayen, qui évoluait au poste d'attaquant.

## Biographie

### Carrière en sélection
Avec l'équipe d'Uruguay, il est sélectionné entre 1922 et 1924.
Il figure dans le groupe des sélectionnés lors du championnat sud-américain de 1923. L'Uruguay remporte la compétition.
Il participe également aux Jeux olympiques de 1924 organisés à Paris. L'Uruguay remporte la compétition mais lui ne dispute pas de match.

## Palmarès
Uruguay
- Championnat sud-américain (1) :
  - Vainqueur : 1923.

- Jeux olympiques (1) :
  -  Or : 1924.